# Phénomènes (téléfilm)
Pour les articles homonymes, voir Phénomène (homonymie).
Phénomènes (Phenomenon II) est un téléfilm américain réalisé par Ken Olin et diffusé en 2003 à la télévision.

## Fiche technique
- Scénario : Gerald Di Pego
- Durée : 82 min
- Pays de production :  États-Unis

## Distribution
- Christopher Shyer : George Malley
- Terry O'Quinn
- Helmar Cooper
- Gina Tognoni : Officer Claire
- Stoney Westmoreland
- Eric Keenleyside
- Ken Pogue
- Lawrence Dane
- Claudette Mink : Lace Pennamin
- Jill Clayburgh : Norma Malley
- Peter Coyote : John Ringold
- Alejandro Abellan : Tito
- Carmen Aguirre : Customer from Ecuador
- James Ashcroft : Sheriff Aaron
- Koenraad Beugelink : Military Police
- Justin DiPego : Psychologist
- Len Doncheff : Manager
- Ryan Drescher : Jay Pierce
- Brian Drummond : Hospital Guard
- Bill Finck : Elderly Man
- Jason Gaffney : Major
- Louise Grant : Elderly Woman
- Igor Ingelsman : Russian
- D. Neil Mark : NSA Officer
- Walter Marsh : Joe Cole
- Judith Maxie : Dr. Wells
- Greg Michaels : Colonel
- Michael Mitchell : Cop #2
- Angela Moore : Operator
- Ty Olsson : Frank Pierce
- Patricia Mayen Salazar : Miranda Tito
- Shannon Powell : Karen
- Stephen Spender : Ari
- Janet Wright : Jeri
- Ian Thompson : Bus Driver